# Dichloramin
Dichloramin je anorganická sloučenina odvozená od amoniaku nahrazením dvou atomů vodíku atomy chloru.

## Vznik
Dichloramin vzniká reakcí amoniaku s chlorem nebo chlornanem sodným:
NH3 + Cl2 → NHCl2 + H2

NH3 + 2NaClO → NHCl2 + 2NaOH.

## Výroba
Dichloramin se většinou nevyrábí přímo, nýbrž se odděluje jako meziprodukt při výrobě monochloraminu a chloridu dusitého.

## Vlastnosti
NHCl2 je nestabilní a reaguje s mnoha dalšími látkami.